# Nagisa
Nagisa (jap. 渚, なぎさ) – japońskie imię, noszone zarówno przez kobiety i mężczyzn.

## Możliwa pisownia
Nagisa można zapisać, używając wielu, różnych znaków kanji i może znaczyć m.in.:
- 渚, „plaża”
- 汀, „brzeg”
- 凪砂, „spokojny, piasek”

## Znane osoby
- Nagisa Ōshima (渚), japoński reżyser filmowy

## Fikcyjne postacie
o imieniu Nagisa
- Nagisa Aoi (渚砂), główna bohaterka mangi i anime Strawberry Panic!
- Nagisa Furukawa (渚), bohaterka powieści wizualnej, mangi i anime Clannad
- Nagisa Misumi (なぎさ), główna bohaterka anime Futari wa Pretty Cure
- Nagisa Shirai (渚), bohater mangi i anime Mermaid Melody Pichi Pichi Pitch
- Nagisa Sagan (渚), bohaterka mangi i anime Loveless
- Nagisa Hazuki (渚) bohater anime Free!
- Nagisa Shiota (渚), bohater mangi i anime Ansatsu Kyōshitsu

o nazwisku Nagisa
- Kaworu Nagisa (渚), bohater mangi i anime Neon Genesis Evangelion
- Sayaka Nagisa (渚), bohaterka serialu tokusatsu Dengeki Sentai Changeman